# Rotsaertmolen
De Rotsaertmolen is een molenrestant in de Oost-Vlaamse plaats Maldegem, gelegen aan Stationsstraat 47.
Deze achtkante bovenkruier met stenen onderbouw en houten bovenbouw van het type stellingmolen fungeerde als korenmolen.

## Geschiedenis
In 1622 werd op deze plaats een standerdmolen opgericht. In 1775 bestond deze waarschijnlijk al niet meer. Niet veel later, maar vóór 1815 en waarscheinlijk einde 18e eeuw, werd een bovenkruier opgericht die een achtkante stenen onderbouw en een achtkante houten bovenbouw had. De stelling bevond zich halverwege de stenen onderbouw.
In 1890 en 1905 was sprake van de plaatsing van een stoommachine, en er was gecombineerd wind- en stoombedrijf, maar in 1925 werd de houten bovenbouw gesloopt. De benedenbouw ging dienst doen als bergruimte.

## Gebouw
Het molentype is nogal uniek voor Vlaanderen en heeft veeleer Hollandse kenmerken.
- Inventaris van het Bouwkundig Erfgoed (Vlaanderen): 50736